# 세르게이 아가시코프
세르게이 아가시코프(러시아어: Михаил Николаевич Соловьёв, 1968년 1월 24일 ~ )는 투르크메니스탄 출신의 러시아 국적 축구 선수이다. K리그에서 등록명은 아가시코프를 사용하였으며 미드필더로 활약하였다. 포항제철 아톰즈 (현 포항 스틸러스)에 1992년 입단하여 1992 시즌 한 시즌 동안 시즌 통산 4경기 1득점-0도움 (정규리그 3경기 0득점-0도움 / 리그컵 1경기 1득점-0도움)의 기록을 남겼다.